# Alan Freed
Albert James Freed (Johnstown, 15 de dezembro de 1921 – 20 de janeiro de 1965), também conhecido como "Moondog", foi um disc-jockey estadunidense, reconhecido como o criador do termo "rock 'n' roll".
Em 1951, o disc-jockey Alan Freed criou o termo rock’n’roll, antes utilizado para referir-se ao ato sexual em letras.
Freed teve um importante papel por atrair jovens brancos para a música feita pelos negros, lançando nomes em seus programas de rádio e posteriormente com a promoção de shows ao vivo.
Esses shows, chamados de “Rock‘n’Roll Jamboree” foram os primeiros a reunir num mesmo auditório, plateias misturadas de jovens negros e brancos, assim como no palco, onde o que interessava era a música apresentada e não a cor dos artistas. Era a música da liberdade que os jovens tanto esperavam e, ao se depararem com ela, demonstravam uma explosão interna através de atos de selvageria, num verdadeiro clima de êxtase (lado a lado com o suposto inimigo), superando as diferenças raciais. A destruição dos teatros, cinemas e outros locais escolhidos para os “Jamborees”, uma forma violenta de exteriorização de todos os sentimentos reprimidos, tornou-se o ponto de partida das perseguições que o rock’n’roll e seu promotor principal sofreriam.

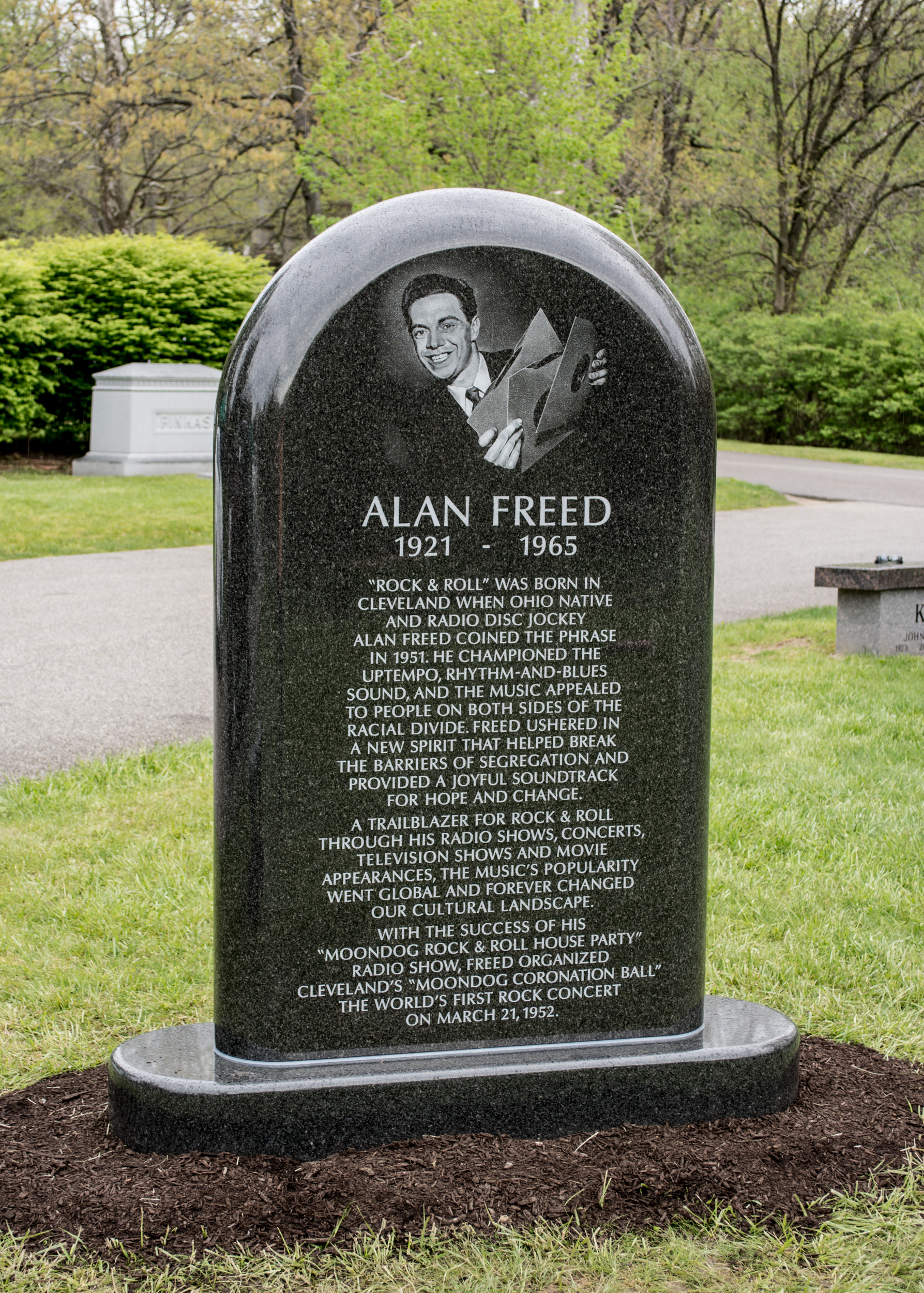
Sepultura de Freed no Lake View Cemetery

Alan Freed é preso por um suposto envolvimento no pagamento de propinas para execução de músicas no rádio (o conhecido e frequente jabaculê, o jabá), cujo escândalo ficou conhecido como "Payola". Alan Freed morreu em 20 de janeiro de 1965, no hospital de Palm Springs, na miséria. Está sepultado no Lake View Cemetery.